# Ана Маргарита де Сан Хосе
Ана Маргари́та де Са́н Хосе́ (исп. Ana Margarita de San José; 1632 — 1658, Мадрид) — испанская католическая монахиня, незаконнорожденная дочь короля Филиппа IV.

## Биография
Ана Маргарита была незаконнорожденной дочерью короля Филиппа IV и его любовницы Маргариты дель Эскала, испанской аристократки. В детстве была отправлена в монастырь Энкарнасьон, где она воспитывалась и получала образование.
Была принята в орден августинцев, после того как в ноябре 1649 года, она приняла постриг. Спустя несколько лет, она стала настоятельницей монастыря Энкарнасьон.
Ана Маргарита де Сан Хосе вела активную переписку с Франческо Барберини Старшим, который был одной из влиятельных фигур Римской курии в то время. Скончалась в 1658 году, в возрасте 26 лет, была похоронена в монастыре Энкарнасьон.